# San Antonino el Alto
San Antonino el Alto är en kommun i Mexiko.   Den ligger i delstaten Oaxaca, i den sydöstra delen av landet, 400 km sydost om huvudstaden Mexico City. Antalet invånare är 2 445. Arean är 65 kvadratkilometer.
Terrängen i San Antonino el Alto är huvudsakligen lite bergig.
Följande samhällen finns i San Antonino el Alto:
- San Andrés
- El Río Hilo